# Riu Chico
El riu Chico és un curs d'aigua d'uns 420 km de la Patagònia argentina. Neix als Andes i desemboca a l'Oceà atlàntic a l'estuari de Santa Cruz després de creuar d'oest a est la província de Santa Cruz i drenant els departaments Río Chico, Lago Argentino i Corpen Aike.
En la seva capçalera, el riu és anomenat riu Lista, el qual s'origina a partir de diversos cursos secundaris que drenen els vessants orientals del Mont Tetris i els pics d'Iwan i de las Vacas. Aquest curs corre encaixat vers el sud fins a arribar a l'estancia de los Faldeos, punt on canvia de rumb cap a l'est i passa a nomenar-se riu Chico. En el seu curs alt rep els rius Capitán, que prové dels llacs Ruiroga Nord i Sud, i el riu Belgrano, provinent del pic homònim i el riu Robles provinent del llac Burmeister, situat al Parc Nacional Perito Moreno. Després de deixar la zona andina i de peudemont, entra a l'àrida estepa patagona, una regió semidesèrtica de precipitacions molt minses (200 mm anuals). En aquesta regió, creua la ciutat de Gobernador Gregores i acte seguit el seu llit es dividit en diferents braços. El riu tot i tenir una conca hidrogràfica prou notable (25.722 km²) té un cabal més aviat modest, ja que la major part de la seva conca té precipitacions molt baixes. Les aportacions d'aigua són de caràcter nival (pel desgel a la zona andina) o bé per les aportacions de llacs andins. Al seu tram baix, a prop de Puerto Santa Cruz, reb el riu Shehuen.